# بيل ديفيدسون
بيل ديفيدسون (بالإنجليزية: Bill Davidson)‏ هو لاعب كرة قدم أمريكية أمريكي، ولد في 21 يناير 1935، وتوفي في 2 مايو 1999.